# Angelo Morsenti
Angelo Morsenti (Capergnanica, 4 febbraio 1888 – Versic, 21 agosto 1917) è stato un militare italiano, caduto in battaglia e insignito della Medaglia d'oro al valor militare.

## Biografia
Figlio di Antonio e di Giovanna Margheriti e appartenente a modesta famiglia di agricoltori, assolse gli obblighi di leva nel 54º reggimento fanteria dove ebbe i galloni di caporale e di caporal maggiore e fu congedato nel giugno 1910.
Richiamato per mobilitazione, alla vigilia della dichiarazione di guerra all'Austria, il 10 maggio 1915 fu destinato al 42º reggimento «Modena». Raggiunta col reggimento la zona di radunata il 24 maggio 1915 e varcato il confine, nel primo balzo offensivo, combatté valorosamente sull'alto Isonzo, nella zona del Monte Nero, riportando in giugno sul Mrzli una grave ferita che lo obbligò a lasciare il fronte per essere ricoverato in ospedale.
Guarito, rientrò al Deposito del reggimento alla fine di luglio e, promosso sergente nel 1916, nell'aprile del 1917 raggiunse in linea, sul Carso, il 71º reggimento della brigata «Puglie» cui era stato trasferito.
Poco dopo, in maggio, passò al 138° della brigata «Barletta» e, per le sue riconosciute prove di valore e di abilità di comandante dimostrate, gli venne affidato il comando del I plotone della 7ª compagnia, che condusse con grande ardimento nelle azioni svoltesi dal 21 maggio all'8 giugno in direzione di Castagnevizza, località che fu finalmente conquistata infrangendo la tenace resistenza nemica.
Ripresa l'azione offensiva nell'agosto successivo, sempre nello stesso settore, contro le posizioni nel tratto di fronte Versic-Korite, il 21 agosto, il sergente Morsenti, avuto l'ordine di muovere all'attacco, validamente concorse, col suo plotone, alla conquista della quota 220 del Versic. Contrattaccato da forze nemiche numericamente superiori si batté con tanto valore e coraggio in una lotta a corpo a corpo quasi disperata, riuscendo a mantenere saldamente la posizione. Dispose quindi per il rafforzamento della trincea occupata e mentre in piedi su di essa osservava il lavoro compiuto e vigilava contro eventuali e possibili ritorni offensivi dell'avversario, cadde colpito mortalmente da una pallottola di fucile.